# 3292 Sather
3292 Sather è un asteroide della fascia principale. Scoperto nel 1960, presenta un'orbita caratterizzata da un semiasse maggiore pari a 3,1577533 UA e da un'eccentricità di 0,1767711, inclinata di 1,57766° rispetto all'eclittica.